# Dysphanieae
Dysphanieae je tribus štirovki, dio potporodice Chenopodioideae.
Postoje 4 roda od kojih su 3 monotipična.

## Rodovi
1. Teloxys Moq. (1 sp.)
2. Neomonolepis Sukhor. (1 sp.)
3. Suckleya Gray (1 sp.)
4. Dysphania R. Br. (53 spp.)